# فهرست کشورها با ممنوعیت الکل

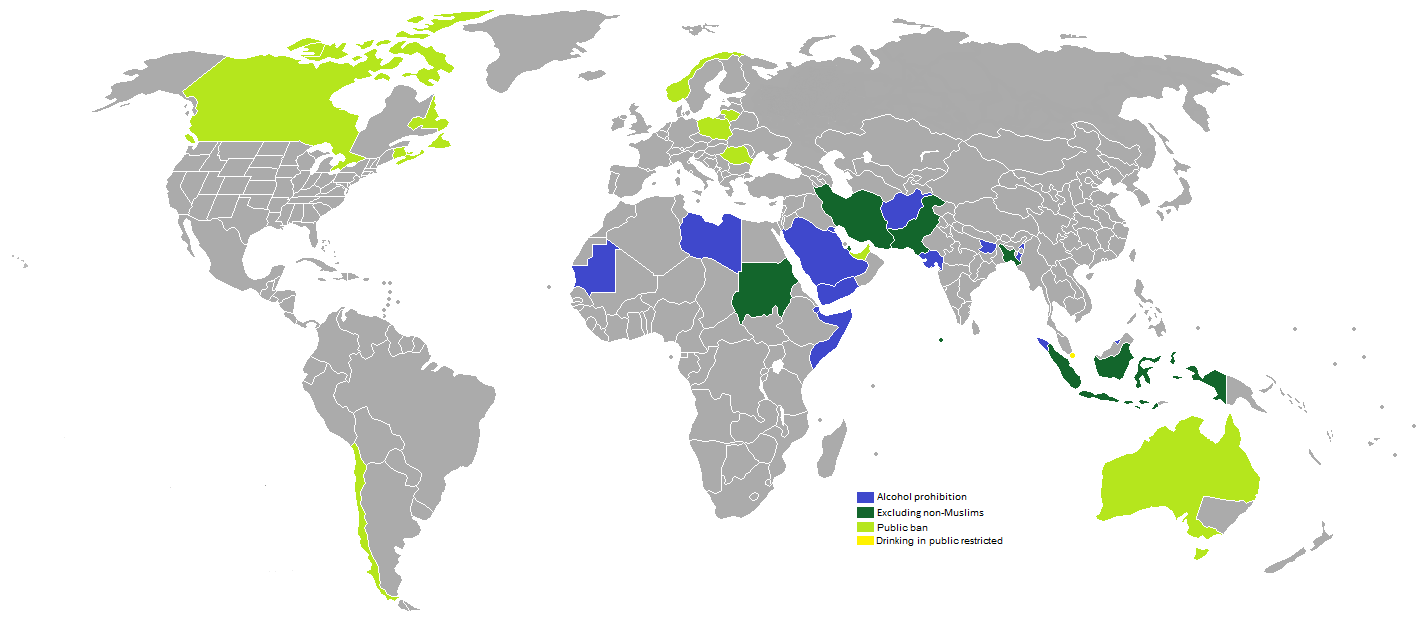
کشورها یا بخش‌هایی که مصرف نوشیدنی‌های الکلی کاملاً ممنوع است
کشورها یا بخش‌هایی که مصرف نوشیدنی‌های الکلی ممنوع است به استثنای غیر مسلمانان
کشورها یا بخش‌هایی که مصرف نوشیدنی‌های الکلی در مکان‌های عمومی ممنوع است
کشورها یا بخش‌هایی که مصرف نوشیدنی‌های الکلی در مکان‌های عمومی از ساعت ۲۲:۳۰ تا ۷:۰۰ ممنوع است

کشورهای زیر ممنوعیت‌های جامعی در قبال الکل دارند.

## اکنون
هم‌اکنون ممنوعیت الکل در ۱۴ کشور (بسیاری از کشورهای اسلامی به همراه بعضی از مناطق هند) برقرار می‌باشد.

### ممنوع برای بعضی افراد یا بعضی مناطق
- مالدیو(ممنوع برای مسلمانان)
- عربستان (ممنوع برای مسلمانان)
- پاکستان(ممنوع برای مسلمانان)
- قطر(ممنوع برای مسلمانان)
- ایران (صرفا استفاده شخصی ، تولید خانگی قانونی فقط برای زرتشتیان، یهودیان و مسیحیان و مسلمانان ؛ تولید تجاری غیرقانونی)[۱]
- اندونزی (ممنوع برای مسلمانان)[۲]
- هند (ممنوع در ایالات کرالا، گجرات، ناگالند و منطقه متحد لاکشادویپ) اما در سایر مناطق آزاد[۳][۴]
- بنگلادش(ممنوع برای مسلمان و تولید تجاری غیرقانونی)

### ممنوع به‌طور کامل
- افغانستان
- کویت
- موریتانی
- لیبی
- سودان
- سومالی
- یمن

## گذشته
- ایالات متحده آمریکا - ۱۹۲۰–۱۹۳۳ (ممنوعیت الکل در ایالات متحده آمریکا را ببینید)
- کانادا - ۱۹۱۸–۱۹۲۰
- جزایر فارو - ۱۹۰۷–۱۹۹۲
- امپراتوری روسیه و  اتحاد جماهیر شوروی - ۱۹۱۴–۱۹۲۳
- ایسلند ۱۹۱۵–۱۹۳۵ (آبجو با الکل بیش از ۲٫۵٪ تا سال ۱۹۸۹ ممنوع بود)
- نروژ ۱۹۱۶–۱۹۲۷
- جمهوری شوروی مجارستان ۲۱ مارس - ۱ اوت، ۱۹۹۱ - فروش و مصرف الکل ممنوع شده بود.
- فنلاند ۱۹۱۹–۱۹۳۲